# ROMBAC 1-11
ROMBAC 1-11 (sau Rombac One-Eleven) este primul avion de pasageri cu reacție produs în România. A fost construit la Întreprinderea de Avioane București, după licența avionului englez mediu curier BAC 1-11⁠(en)[traduceți], avion proiectat la începutul anilor '60 și produs între anii 1963-1982 de compania British Aircraft Corporation.

## Istoric
Primul avion (YR-BRA) a fost terminat în luna august 1982 și a fost prezentat presei și oficialităților române la 27 august 1982.  Primul zbor oficial de prezentare al acestui avion în fața conducerii statului a fost executat la 20 septembrie 1982, pe aeroportul Băneasa.
Zborul inaugural cu pasageri al avionului ROMBAC 1-11 a avut loc la 28 ianuarie 1983, pe ruta București–Timișoara, iar prima cursă externă a acestui aparat fiind efectuată la 23 martie 1983 pe ruta București-Londra.
Înainte de 1989, Întreprinderea de Avioane București, actuala Romaero Băneasa, a construit 9 aparate de acest tip (plus două neterminate), fiind singurul avion comercial cu reacție din Europa comunistă, cu excepția URSS. Toate au fost cumparate de Tarom și Romavia, ulterior fiind operate și de către alte companii. Proiectul ROMBAC prevedea a fi construite un număr total de 80 de avioane.

## Date tehnice
Aparatul ROMBAC 1-11 este un avion echipat cu două motoare turboreactoare dublu flux cu factor de diluție mic Rolls-Royce Spey Mk 512-14DW, produse sub licență la Turbomecanica București, care produc o forță de tracțiune de circa 6000 kgf. Are o greutate maximă de 47.400 kgf la decolare și viteza de croazieră de 870 km/h, poate transporta 119 pasageri pe o distanță maximă de 3.500 km. Echipajul este format din un pilot și un copilot.

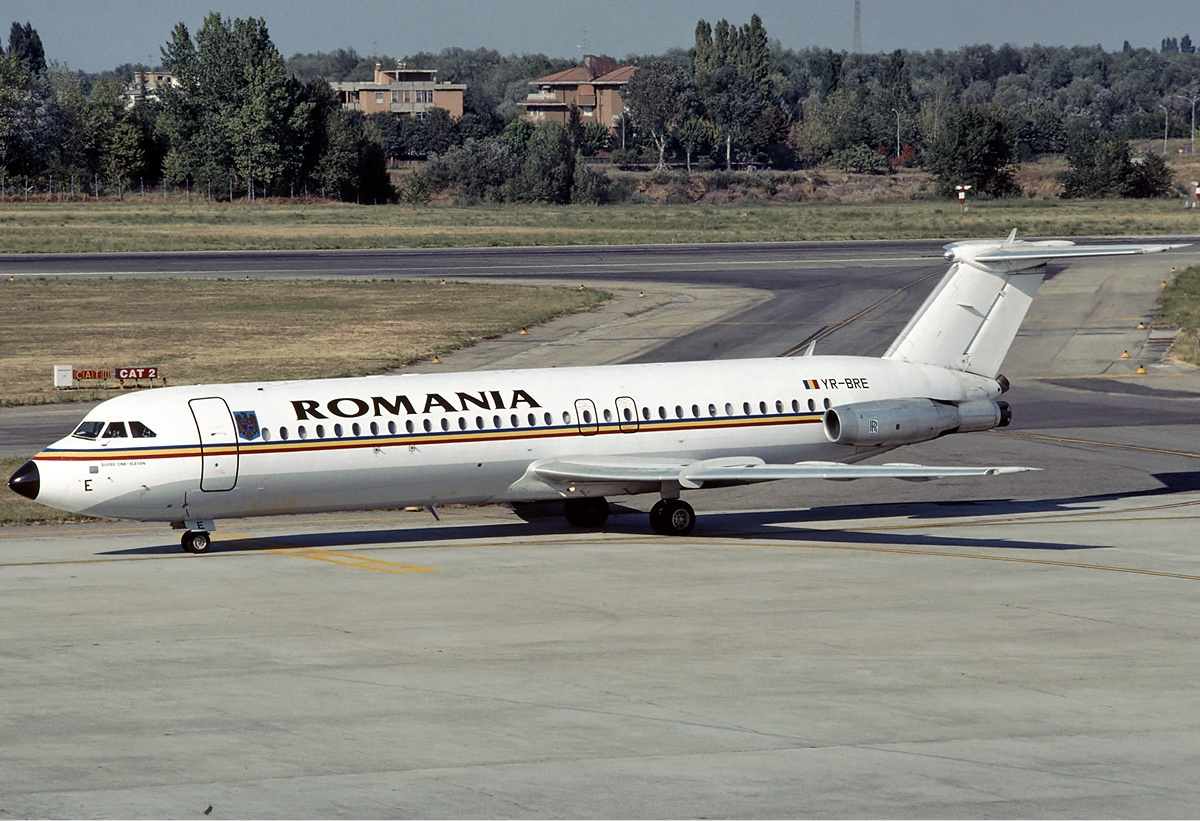
Rombac 111 la aeroportul Henri Coandă

A fost construit în versiunea 1-11-560 (de 119 locuri), corespunzând variantei BAC One-Eleven 500. O a doua versiune, 1-11-495 (de 89 locuri), corespunzând variantei BAC One-Eleven 475, a fost, de asemenea, planificată, dar nu mai fost produsă.

## Operatori
Cipru
- Aerotrans Airlines: a operat o unitate împrumutată de la Romavia în anul 2002.

 Egipt
- Air Memphis: a operat o unitate împrumutată de la Romavia în anul 2002.

 Irlanda
- Ryanair: a operat  trei unități împrumutate de la TAROM.

 Regatul Unit
- Dan-Air:  a operat o unitate împrumutata de la TAROM intre anii 1989 - 1990.
- London European Airways: a operat o unitate împrumutata de la TAROM in anul 1987.

 Pakistan
- Aero Asia International: a operat două unități împrumutate de la TAROM.

 România
- Romavia:  a primit 2 din cele 9 unități inițiale.
- TAROM:  a primit 7 din cele 9 unități inițiale.

 Turcia
- Istanbul Airlines: a operat o unitate împrumutată de la TAROM în anul 1988.

 Iugoslavia
- Adria Airways: a operat trei unități împrumutate de la TAROM.
- JAT Airways: a operat o unitate împrumutată de la TAROM între anii 1989 - 1990.